# Kysucký Lieskovec
Kysucký Lieskovec (hongrois : Újhelymogyoród) est un village de Slovaquie situé dans la région de Žilina.

## Histoire
La première mention écrite du village date de 1438.

## Démographie

### Évolution de la population
| Année:               | 1994. | 2004.   | 2014.   | 2024.   |
| -------------------- | ----- | ------- | ------- | ------- |
| Nombre de personnes: | 2248  | 2267    | 2340    | 2322    |
| Différence:          |       | +0,84 % | +3,22 % | -0,76 % |

| Année:               | 2023. | 2024.   |
| -------------------- | ----- | ------- |
| Nombre de personnes: | 2352  | 2322    |
| Différence:          |       | -1,27 % |